# ألان بادلي
ألان بادلي ،(بالإنجليزية: Alan Baddeley)‏ الحاصل على زمالة الجمعية الملكية، وزمالة أكاديمية العلوم الطبية (من مواليد 23 مارس 1934) هو طبيب نفسي بريطاني، وأستاذ علم النفس بجامعة يورك. اشتهر ألان بعمله على الذاكرة العاملة، ولا سيما بالنسبة لنموذج مكوناته المتعددة.

## تعليمه
وُلد بادلي في ليدز بيوركشاير في 23 مارس 1934. وتخرج من كلية لندن الجامعية في عام 1956 وحصل على شهادة الماجستير من جامعة برينستون في علم النفس في عام 1957. وقال أنه حصل على درجة الدكتوراه من جامعة كامبريدج في عام 1962. حصل ألان على الدكتوراه الفخرية من جامعة إسكس في عام 1999. وفي عام 2000 ، حصل على درجة الدكتوراه الفخرية في العلوم من جامعة بليموث.

## حياته الوظيفية والبحثية
عمل ألان مع غراهام هيتش في عام 1974، حيث وضع نموذجًا مؤثرًا للذاكرة العاملة يسمى نموذج ذاكرة بادلي للذاكرة العاملة، الذي يدور عن وجود العديد من مخازن الذاكرة قصيرة المدى ونظام منفصل للتفاعل من أجل معالجة المحتوى من هذه الذاكرة. يستأثر هذا النموذج بالكثير من البيانات التجريبية عن الاحتفاظ بالمعلومات قصيرة الأجل والتلاعب بها.
أظهرت دراسته البارزة في عام 1975 حول «قدرة الذاكرة قصيرة المدى» أن الناس يتذكرون كلمات قصيرة أكثر من الكلمات الطويلة في اختبار الاستدعاء. كان هذا يسمى تأثير طول الكلمة وأثبت أن وقت النطق وليس عدد العناصر يحدد قدرة الذاكرة القصيرة الكلامية.
كان بادلي مديرًا لوحدة العلوم الإدراكية والدماغية، وهو فرع من مجلس البحوث الطبية بالمملكة المتحدة، ومقره في كامبريدج، من عام 1974 حتى عام 1997.وحصل على زمالة الجمعية الملكية في عام 1993 وفي عام 1996، انتُخب عضوًا فخريًا أجنبيًا في الأكاديمية الأمريكية للفنون والعلوم.

## أعمال بارزة أخرى
قام ألان أيضًا بتأليف عدد من الاختبارات النفسية العصبية بما في ذلك الأبواب والشعب واختبار الأطفال للتكرار غير الكلامي (تكرار الكلام) واختبار الذاكرة السلوكي ومقابلة الذاكرة التوضيحية واختبار الأنماط البصرية ( VPT) وسرعة وقدرة اختبار معالجة اللغة (SCOLP).
شارك أيضًا في تصميم الرموز البريدية للمملكة المتحدة، وكان أحد مؤسسي الجمعية الأوروبية لعلم النفس المعرفي.